# 서술어

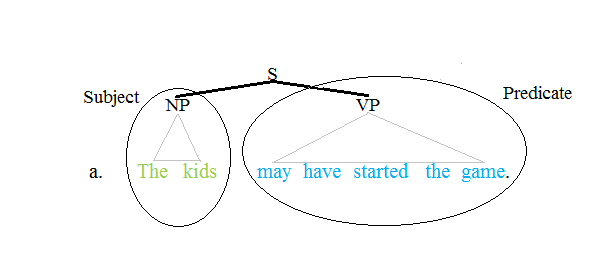

서술어(敍述語, predicate)는 주어부와 함께 문장 구성의 기본 골격이 되는 핵심 요소로서, 주어의 동작·상태·성질 따위를 서술하는 말이다.

## 동사, 형용사 등과의 차이점
서술어는 동사, 형용사 등과는 다음과 같은 차이점이 있다.
- 동사, 형용사 등은 품사이고, 서술어는 문장 성분이다.
- 품사는 각 단어마다 따로따로 있지만, 문장 성분은 단어 1개 뿐만 아니라, 여러 개의 단어로 이루어진다.

## 본동사, 본형용사, (보)조동사, 보조 형용사
서술어에는 본동사, 본형용사, 보조동사(조동사), 보조 형용사가 있다. 이는 다음과 같이 구분한다.
- 본동사, 본형용사는 문장에서 핵심적인 뜻을 지니며, 생략하거나 삭제할 경우, 문장의 원뜻이 변하거나, 문장이 자연스럽지 않게 된다.
- 보조동사(조동사), 보조 형용사는 시제, 태(능동형, 수동형(피동형)) 등을 나타내며, 생략하거나 삭제해도, 문장의 원뜻이 변하지 않는다.

### 예
- 철수는 집에 있다. (단어 : 본형용사)

- 본형용사인 "있다"를 생략하거나 삭제하면, 문장이 자연스럽지 않게 된다.

- 철수는 집에 가고 있다. (구 : 본동사 + 보조동사)

- 본동사인 "가고" (가다)를 생략하거나 삭제하면, "철수는 집에 있다"라는 전혀 다른 문장이 된다. 즉, 문장의 원뜻이 변한다.
- 보조동사인 "있다"를 생략하거나 삭제해도, "철수는 집에 가다"라는 문장의 원뜻이 변하지 않는다.
- 보조동사는 정확히는 "-고 있다"라는 현재진행형 시제이다.

## 한국어 문법
기본형은 사전이나 기사문 제목 또는 관형어에서 사용되며, '-다'를 '-ㄴ다'로, 조동사는 '-ㄹ'로 표기한다. 서술어는 여러 가지 형태가 존재한다. 주어의 동작·상태·성질 따위를 서술하는 말이기 때문에 따라서 한국어의 문장 성분에서 서술어는 보통 동사와 형용사를 가리키게 된다. -하다, -이다와 같은 동사를 만드는 접미사가 관여하기도 한다.

## 영어 문법
영어 문법에서 서술어는 다음과 같다.
- Bob laughed. (동사 단어 : 본동사)

밥이 웃었다.
- Sam helped you. (동사 단어 : 본동사)

쌤이 너를 도왔다.
- Jim gave Jill his dog. (동사 단어 : 본동사)

짐은 질에게 그의 개를 줬다.
- Bill will have laughed. (동사구 : 조동사 + 조동사 + 본동사)

빌은 웃었을 것이다.
- The guests have been enjoying the music. (동사구 : 조동사 + 조동사 + 본동사)

손님들이 그 음악을 좋아하고 있다.

## 같이 보기
- 문장 성분
- 한국어 문법
- 영어 문법
- 논항
- 술어
- 부가어
- 명사 (논리학)